# Tochi Chukwuani
Tochi Chukwuani (født 24. marts 2003) er en dansk fodboldspiller, der spiller for østrigske Sturm Graz.

## Karriere
Tochi Chukwuani spillede i sine ungdomsår for FC Nordsjælland, inden han i 2022 skiftede til Lyngby Boldklub.
I 2024 blev Tochi solgt til østrigske Sturm Graz.